# Botiza
Botiza là một xã thuộc hạt Maramureș, România. Dân số thời điểm năm 2002 là 3000 người.

Botiza
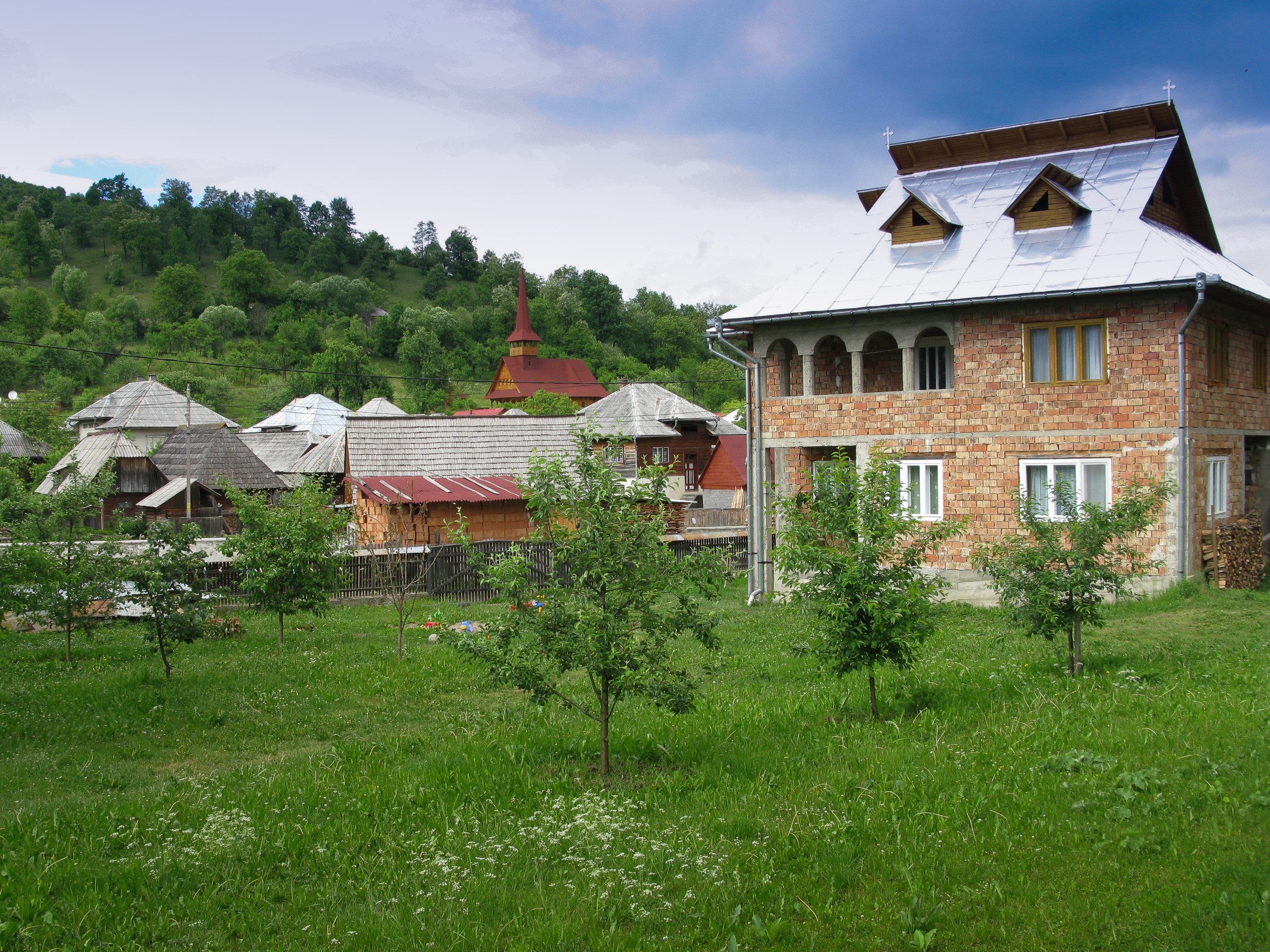
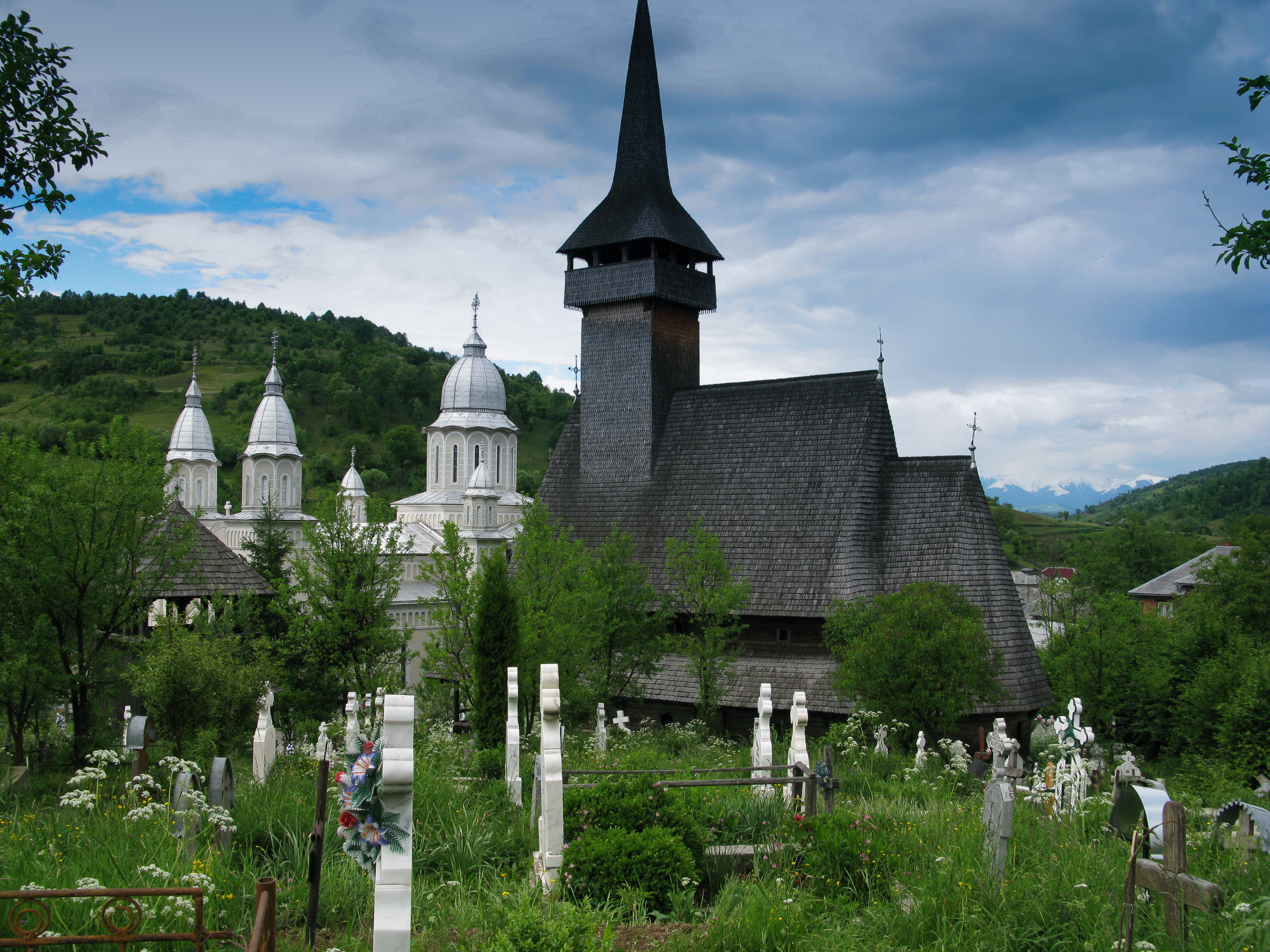
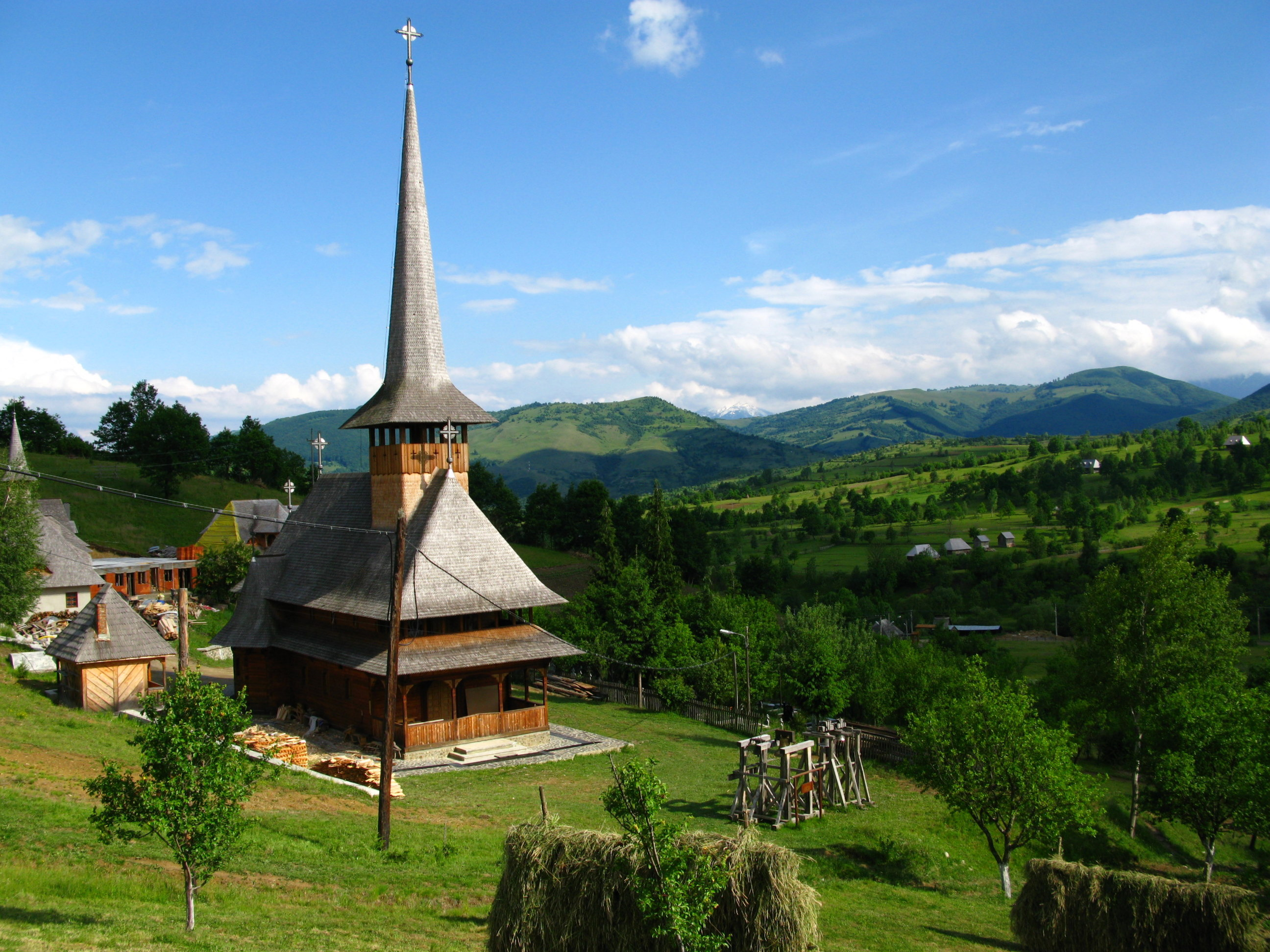